# Apologies to the Queen Mary
Pour les articles homonymes, voir Queen Mary (homonymie).
Albums de Wolf Parade
Wolf Parade
(2005) At Mount Zoomer
(2008)
Apologies to the Queen Mary est le premier album du groupe de rock indépendant Wolf Parade, sorti sur le label Sub Pop en 2005.
Cet album a reçu un très bon accueil critique, notamment de la part du site musical sur internet Pitchfork qui a participé au bon lancement de ce premier album, en lui donnant une note de 9,2/10 et en publiant une critique positive.
L'album s'est hissé à la 158e place des charts américains.

## Liste des titres
1. You Are a Runner and I Am My Father's Son (Krug) – 2:54
2. Modern World (Boeckner) – 2:52
3. Grounds for Divorce (Krug) – 3:25
4. We Built Another World (Boeckner) – 3:15
5. Fancy Claps (Krug) – 2:51
6. Same Ghost Every Night (Boeckner) – 5:44
7. Shine a Light (Boeckner) – 3:47
8. Dear Sons and Daughters of Hungry Ghosts (Krug) – 3:39
9. I'll Believe in Anything (Krug) – 4:36
10. It's a Curse (Boeckner) – 3:12
11. Dinner Bells(Krug) – 7:34
12. This Heart's on Fire (Boeckner) – 3:59